# Djurdjura
Djurdjura ou Jurjura (em árabe: جبال جرجرة) é uma cordilheira na Cabília (norte da Argélia). Faz parte do Parque Nacional de Djurdjura. Tem cerca de 60 km e integra a cordilheira Atlas do Tell. 
Os pontos mais altos são o Djabal Haizer (2 133 m), Djabal Akjouker (2 305 m) e  Lalla Khedidja ou Tamgout  (que quer dizer "cimo" em berbere, 2 308 m). Há diversas localidades onde a única língua é o berbere. Os colos principais são o Tizi n-Kuilal aos 1 636 m e o Tizi n-Tighourde de 1 760 m.
Foi visitada por ibne Batuta. Tem uma estância de esqui chamada Tikjda.